# 오네지메정
오네지메정(일본어: 大根占町)은 일본 가고시마현 남동부 기모쓰키군에 있던 정이다. 현재의 긴코정 북부, 가미노강 유역에 해당한다.

## 역사
- 1889년 4월 1일 - 정촌제 시행에 의해 미나미오스미군 오네지메촌이 성립하였다.
- 1896년 3월 29일 - 오네지마촌 관할권이 기모쓰키군으로 변경되었다.
- 1933년 8월 1일 - 정으로 승격해 오네지메정이 되었다.
- 2005년 3월 22일 - 다시로정과 합병해 긴코정이 성립하였다. 동일 오네지메정은 폐지되었다.

## 교통

### 도로
- 국도 269호선
- 국도 448호선

## 참고 문헌
- 角川日本地名大辞典編纂委員会,『角川日本地名大辞典 鹿児島県』1983, 角川書店